# ウィ・アー・ワン:オバマ就任祝典

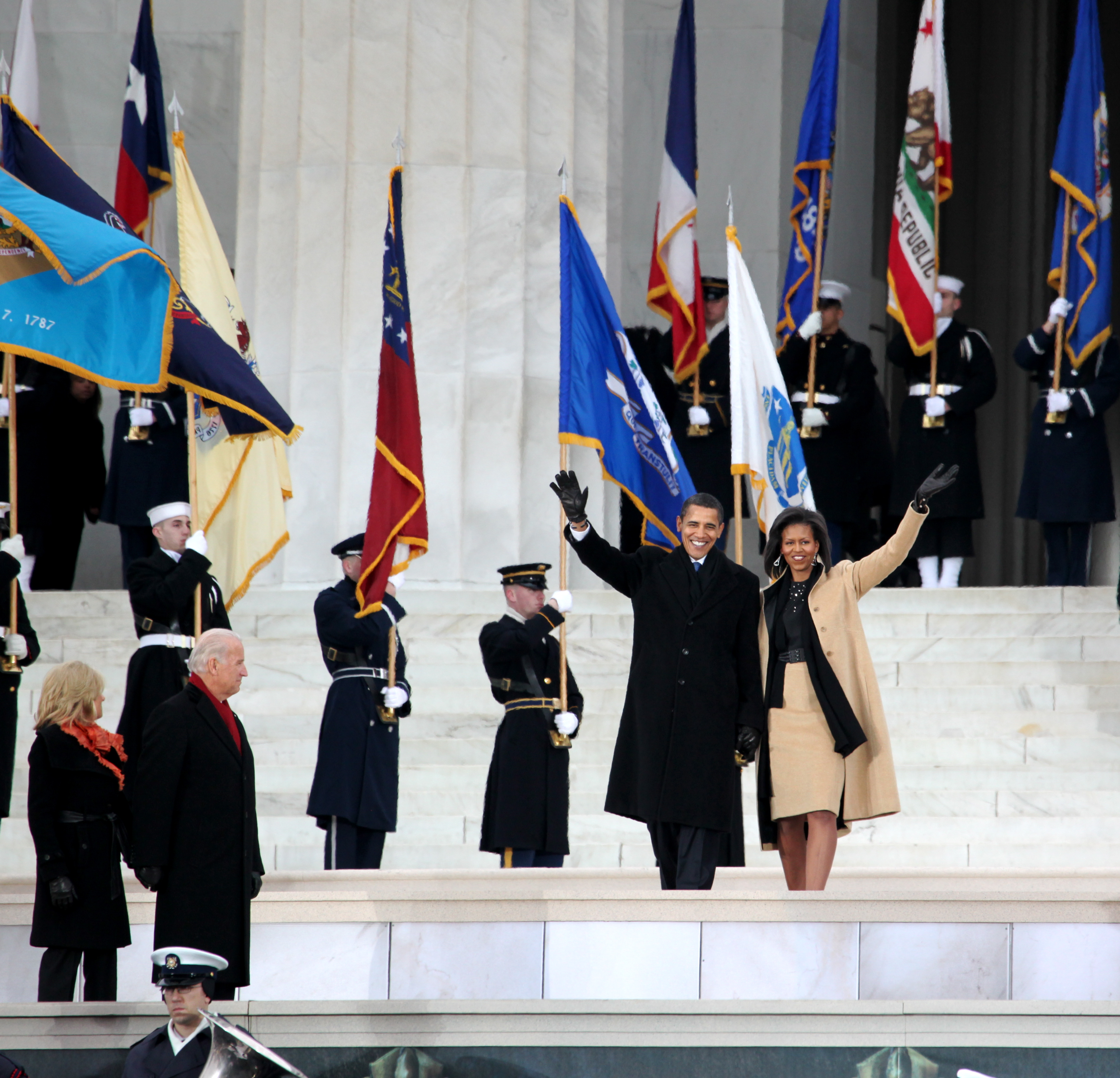
"ウィ・アー・ワン"コンサートにてバラク・オバマ大統領とミシェル・オバマ夫人

ウィ・アー・ワン:オバマ就任祝典（ウィ・アー・ワン オバマしゅうにんしゅくてん 原題:We Are One: The Obama Inaugural Celebration at the Lincoln Memorial 別名:オバマ大統領就任記念コンサート）は、アメリカ合衆国の首都ワシントンD.C.のナショナル・モール、リンカーン記念館にて2009年1月18日に開催されたバラク・オバマのアメリカ合衆国大統領就任を祝う就任公式行事のコンサート・イベントである。このコンサートには、40万人以上が参加したと推定されている。
このコンサートでは、ビヨンセ、メアリー・J. ブライジ、ジョン・ボン・ジョヴィ、ガース・ブルックス、シェリル・クロウ、ルネ・フレミング、セレブ・グリーン、ジョシュ・グローバン、ハービー・ハンコック、ヘザー・ヘッドリー、ベティ・ラベット、ジョン・レジェンド、ジェニファー・ネトルズ、ジョン・メレンキャンプ、ピート・シーガー、シャキーラ、ブルース・スプリングスティーン、ジェームス・テイラー、U2、アッシャー、ウィル・アイ・アム、スティーヴィー・ワンダーらがライブ・パフォーマンスを行った。また、ジャック・ブラック、スティーヴ・カレル、ロザリオ・ドーソン、ジェイミー・フォックス、トム・ハンクス、アシュレイ・ジャッド、マーティン・ルーサー・キング3世、クィーン・ラティファ、ジョージ・ロペス、マリサ・トメイ、デンゼル・ワシントン、フォレスト・ウィテカー、タイガー・ウッズ、サミュエル・L・ジャクソンらが朗読、スピーチを行った。

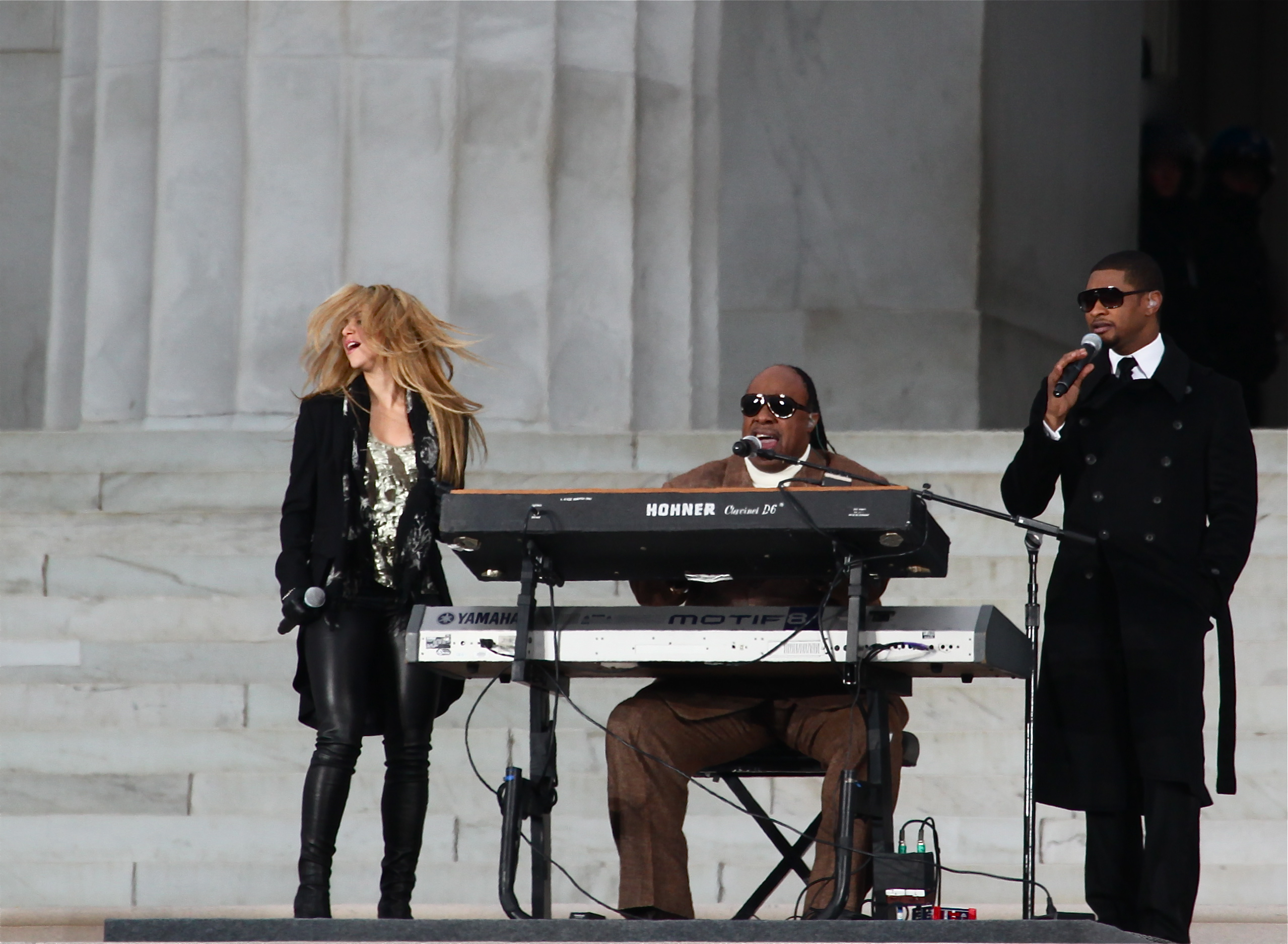
シャキーラ、スティーヴィー・ワンダー、アッシャーはワンダーの「Higher Ground」を歌った。

イベントは歌手らのライブ・パフォーマンスとセレブリティーによるスピーチ、朗読を交互に行われた。このコンサートはミュージシャンによるプロモーションの場では決してなく、出席者は自身のヒット曲ではなくコンサートテーマ（WE ARE ONE＝米国は一つ）に合わせた曲を選曲し、歌った。イベントはデンゼル・ワシントンによる宣誓で幕を開け、終盤ではオバマ自身も「変革を求める数百万の声を阻むものは何もない」(Voices Calling for Change)と選挙期間中からの掲げてきた"変革"についても触れたスピーチを行った。最後はビヨンセ主導による愛国歌「アメリカ・ザ・ビューティフル」の出席者全員での歌唱で締め括られた。
このイベントの音楽ディレクターはケネディ・センター名誉賞の ロブ・マシスが務めている。イベントでは、バック・バンドはオーケストラ・ボックスのなかで演奏をし、スタジオ・ミュージシャンでドラマーのケニー・アロノフをフィーチャーするという演出が行われた。
このコンサート・イベントの模様は、ケーブルテレビ局の有料チャンネルHBOが放送し、このとき同局はチャンネルを無料開放してオンエアした。またこのコンサートの模様は同局を通じてインターネットでの生中継も行われた。このコンサートの放映権は世界中に売られており、フィンランドでは、フィンランド国営放送が生中継の上、無料放送した。オランダでは、オランダ公共放送がNederland 3チャンネルにて生中継の上、無料放送した。ポルトガルでは、ポルトガル国営放送がRTP2チャンネルにて2009年1月24日に放送した。日本では、WOWOWが2009年1月24日に録画放送している。